# Ranunculus creticus
Ranunculus creticus är en ranunkelväxtart som beskrevs av Carl von Linné. Ranunculus creticus ingår i släktet ranunkler, och familjen ranunkelväxter. Inga underarter finns listade i Catalogue of Life.

## Bildgalleri

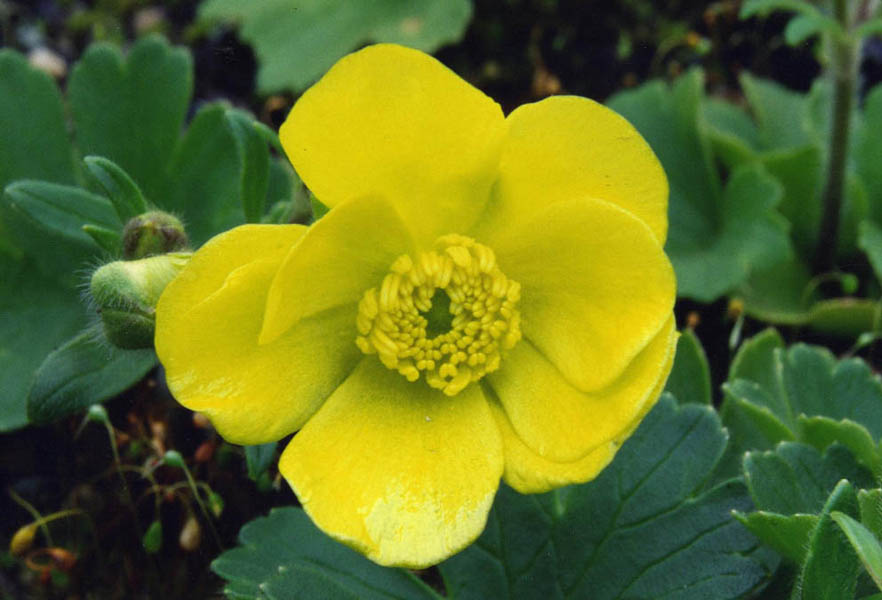